# Statira II
Statira (nota anche come Stateira, forse nata Homa; 339 a.C./340 a.C. – Susa, 323 a.C.) è stata una principessa persiana, figlia di Dario III, re dell'Impero Persiano, e di Statira I.

## Biografia
Fu la seconda moglie di Alessandro Magno, che conobbe durante la sua prigionia avvenuta in conseguenza alla battaglia di Isso, dove l'esercito persiano di suo padre Dario III venne sconfitto dai Macedoni. Il matrimonio tra lei (all'epoca sedicenne) ed il conquistatore macedone venne celebrato secondo l'usanza persiana a Susa, durante le solenni celebrazioni di altri ottanta matrimoni misti, fortemente voluti da Alessandro. In quell'occasione probabilmente cambiò il suo nome di nascita, Homa, assumendo invece quello di Statira, che era stato anche quello di sua madre. 
Forse incinta al momento della morte del consorte, fu assassinata poco dopo da Rossane, prima moglie di Alessandro e anch'essa incinta, prima che potesse partorire un erede.